# Галайда Ілля
Ілля́ Гала́йда (словац. Eliáš (Ilja) Galajda) (1 серпня 1931, Чертіжне — 10 серпня 2017, Кошиці) — український поет, прозаїк. Кандидат філологічних наук. Він жив і працював у Словаччині. Поховано на кладовищі в Пряшеві.

## Біографія
Народився 1 серпня 1931 р. в с. Чертіжне Округ Меджилабірці (Словаччина) в селянській родині. Закінчив гімназію в Гуменному, потім (із 1952) навчався філософському факультеті Карлового університету (Прага). Продовжив навчання у Саратовському(1953—1955) та Московському (1955—1958) університетах. Закінчив філологічний факультет Московського університету. Працював у редакції журналу «Дружно вперед». Захистив кандидатську дисертацію. Працював (1960–1999) доцентом на кафедрі російської мови та літератури у Філософський факультет у Пряшеві у Університеті ім. П. Й. Шафарика в Кошицях.

## Творчість
Автор поетичних збірок «Спалахи» (1974), «Спрага серця і землі» (1987), «Безсоння» (1986), «Гори, сині гори», «Балада про три сонця» (1991), «Печаль моя повсякденна» (1994), прозових книжок «Коли йдуть дощі» (1980), «Ще співає жайворонок» та ін.
Окремі видання:
- Галайда І. Балада про три сонця. — Братислава: Словацьке педагогічне видавництво; Пряшів: Відділ укр. літератури, 1991—126 с.
- Галайда І. Безсоння. — Братислава: Словацьке педагогічне видавництво, 1986. — 139 с.
- Галайда І. Моя печаль повсякденна. — Братислава: Словацьке педагогічне видавництво; Пряшів: Відділ укр. літератури, 1994. — 115 с.
- Галайда І. Тривогами дорога стелиться. — Пряшів: Видавництво EXCO, 2001. — 105 с.